# Tetraopes annulatus
Tetraopes annulatus – gatunek chrząszcza z rodziny kózkowatych i podrodziny zgrzypikowych.

## Zasięg występowania
Ameryka Północna; występuje w Górach Skalistych i na Wielkich Równinach od Alberty i Wisconsin na płn. po Arizonę i Teksas na płd.

## Biologia i ekologia
Występuje na terenach piaszczystych. Roślinami żywicielskimi są gatunki z rodzaju trojeść (trojeść okazała, trojeść bulwiasta, trojeść okółkowa, Asclepias sullivantii, Asclepias subverticillata, Asclepias viridiflorus).